# Garrucha
Garrucha este o municipalitate și un oraș din provincia Almería, Andaluzia, Spania, cu o populație de 5.828 locuitori.